# Kalin Terzijski

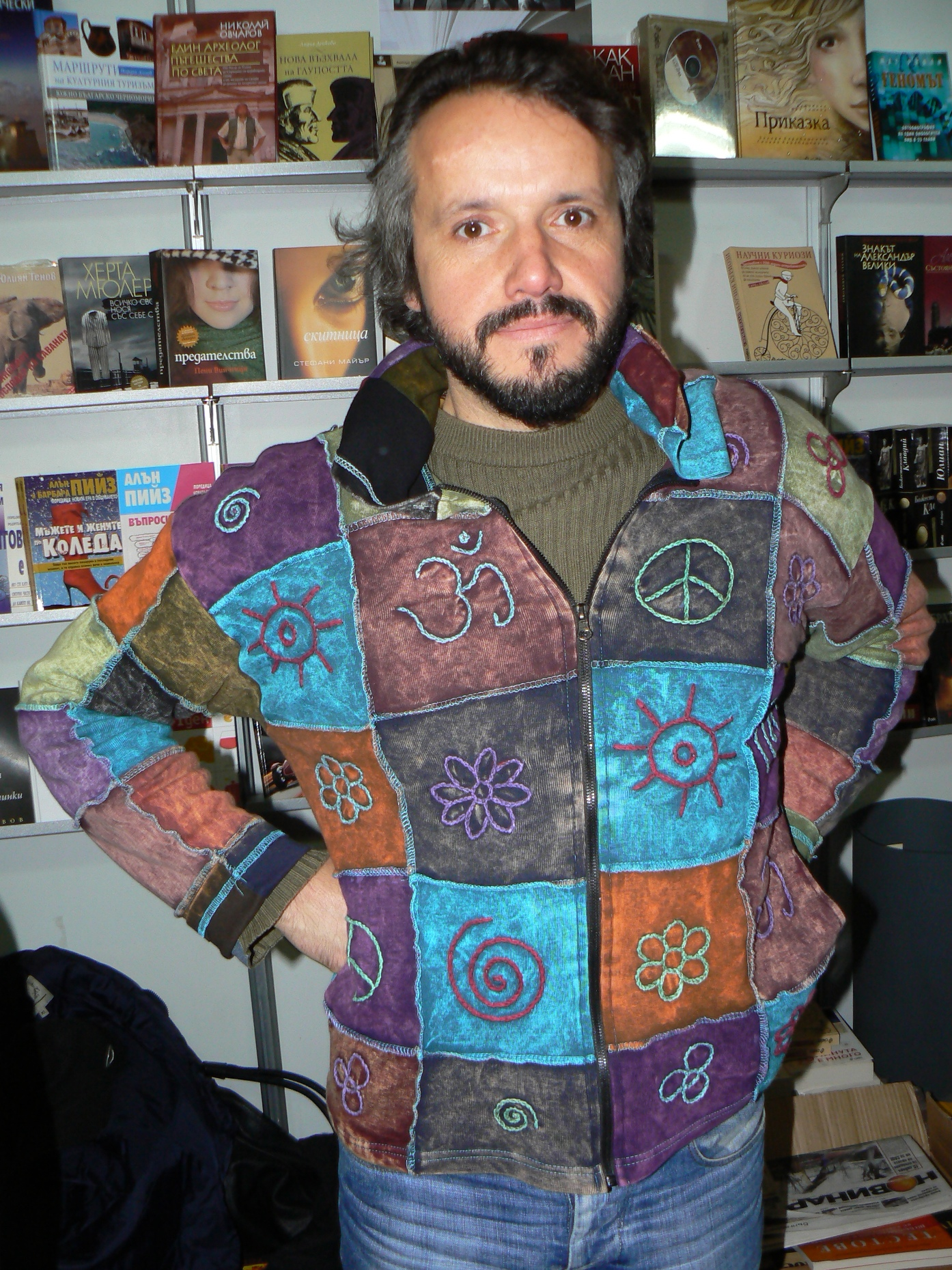
Kalin Terzijski

Kalin Terzijski (in bulgaro Калин Терзийски?; Sofia, 22 marzo 1970) è uno scrittore e poeta bulgaro.

## Biografia
Ha studiato medicina - lavorando nel frattempo come falegname, geometra, inserviente e infermiere - specializzandosi poi in psichiatria presso l'Istituto superiore di Medicina di Sofia, a partire dal 1996. A causa dell'elevato carico di lavoro e della scarsa retribuzione di medico specializzando, ha iniziato a scrivere per giornali e riviste come secondo lavoro. Dal 2000 si dedica interamente alla scrittura.
Le sue prime pubblicazioni letterarie risalgono al 2008, anno in cui escono la silloge poetica Сол e la raccolta di racconti 13 парчета от счупеното време. 
Autore poliedrico, negli anni successivi dà alle stampe due raccolte di versi e sette volumi di racconti, fra cui C’è qualcuno che vi ama? (Има ли кой да ви обича, 2009), per il quale nel 2011 gli è stato assegnato il Premio letterario dell'Unione Europea.
Si è cimentato anche nel romanzo: in Алкохол (scritto insieme a Dejana Dragoeva), titolo di fiction più venduto in patria nel 2010, Terziyski elabora esperienze della sua vita privata e professionale, in particolare con pazienti affetti da alcolismo.

## Opere

### Poesia
- Сол (Sale, 2008).
- Нови стихове съвсем в началото (Nuove poesie appena iniziate, 2010).
- За ползата от позите (I vantaggi del posare, 2011).

### Racconti
- 13 парчета от счупеното време (13 frammenti di tempo spezzato, 2008; ed. limitata illustrata dall'autore).
- Сурови мисли със странен сос (Rigidi pensieri stranamente conditi, 2009).
- C’è qualcuno che vi ama?, Voland, Roma, 2021 - ISBN 9788862434157 (Има ли кой да ви обича, 2009, trad. dal bulgaro di Daniela Di Sora).
- Любовта на 35-годишната жена (L'amore di una donna di trentacinque anni, 2010).
- Имен ден за добрия човек (Un buon giorno per l'uomo buono, 2011).
- Ной дава последни указания на животните (Gli ultimi ordini di Noè agli animali, 2012).
- Аскетът в Мола и други разкази (Un asceta al centro commerciale e altri racconti, 2014).

### Romanzi
- Алкохол (Alcool, con Dejana Dragoeva, 2010).
- Лудост (Follia, 2011).
- Войник (Soldato, 2012).
- Любовта на 45-годишния мъж (L'amore di un uomo di quarantacinque anni, 2013).